# Bahram V.

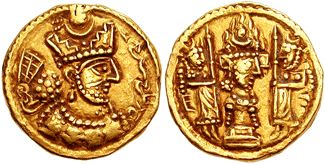
Münze Bahrams V.

Bahrām V. (Wahrām, Varahrān, auch Behram), mit seinem Beinamen Gor (zu persisch gōr: „Wildesel“) auch Wahram Gor und persisch Bahrām-e Gūr oder Bahrām-i Gōr (persisch بهرام گور), war von 420/21 bis 438 (oder 439) persischer Großkönig aus dem Hause der Sasaniden. In der persischen Literatur und der persischen Kunst fand das Leben Bahrams (insbesondere seine Jagdabenteuer) einen wirkungsmächtigen Nachhall.

## Leben

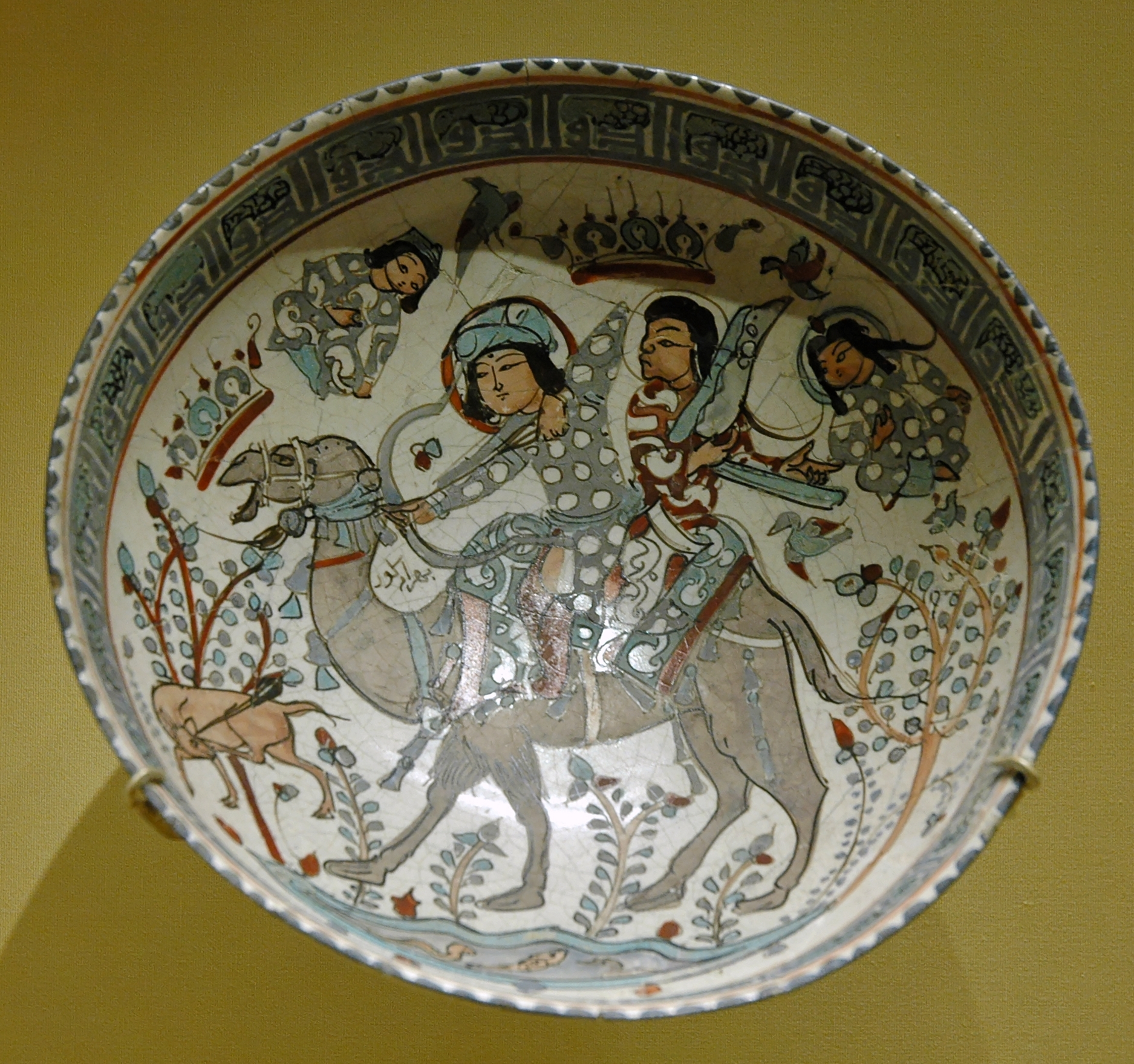
Darstellung Bahrams V. mit seiner Harfenspielerin Azada bei der Jagd (spätes 12./frühes 13. Jahrhundert).

Bahram, der einen Teil seiner Jugend am Hof der arabischen Lachmiden in Hira verbracht hatte, trat nach dem rätselhaften Tod seines Vaters Yazdegerd I. dessen Nachfolge an. Bahram, dessen Verhältnis zu seinem Vater gespannt gewesen war, sah sich nun mit mehreren Problemen konfrontiert, vor allem mit einem starken Hochadel, der wiederholt mit Yazdegerd in Konflikt geraten war, und den nicht minder einflussreichen zoroastrischen Priestern. Adlige waren vielleicht auch in den mysteriösen Tod Yazdegerds verwickelt gewesen, der gegenüber den Christen recht große Toleranz geübt hatte, zuletzt allerdings Verfolgungen angeordnet hatte, die unter seinem Sohn zunächst fortgesetzt wurden.
Der größere Teil des Adels wollte die Söhne des bei vielen verhassten Yazdegerd von der Thronfolge ausschließen (Schapur, der älteste Sohn Yazdegerds wurde denn auch ermordet) und favorisierte zunächst mehrheitlich Chosrau, einen Prinzen aus einer sasanidischen Nebenlinie, als neuen König. Dieser bestieg auch zunächst den Thron, doch konnte Bahram sich mit militärischer Unterstützung der Lachmiden letztendlich durchsetzen.
Allerdings musste Bahram dem einflussreichen Adel mehrere Zugeständnisse machen. So sah er sich gezwungen, erhebliche Beträge an Steuereinnahmen an den reichen Adel zurückfließen zu lassen und zukünftig auf einen Teil der Grundsteuer zu verzichten. In der Forschung wird dies teilweise so interpretiert, dass Bahram ein eher schwacher Herrscher war, der sehr stark von den Großen im Reich, allen voran dem einflussreichen wuzurg-framadar Mihr-Narseh, und den zoroastrischen Priestern abhängig war und die selbstständige Politik seines Vaters aufgab. Andere betrachten ihn als recht fähigen Herrscher, der militärisch durchaus erfolgreich agierte.
Bemerkenswert ist, dass laut Ausweis der Münzen unter Bahram die seit 200 Jahren übliche Formel kē čihr az yazdān („vom Samen der Götter“ bzw. „nach dem Bild der Götter geschaffen“) aus der Königstitulatur verschwand. Nach Ansicht mancher Forscher ist dies ein Zeichen dafür, dass man dem Herrscher fortan weniger bereitwillig eine göttliche Legitimation zusprach – ein Defizit, das Bahrams Nachfolger vielleicht auszugleichen suchten, indem sie stattdessen an die mythischen Urkönige Irans anzuknüpfen versuchten.

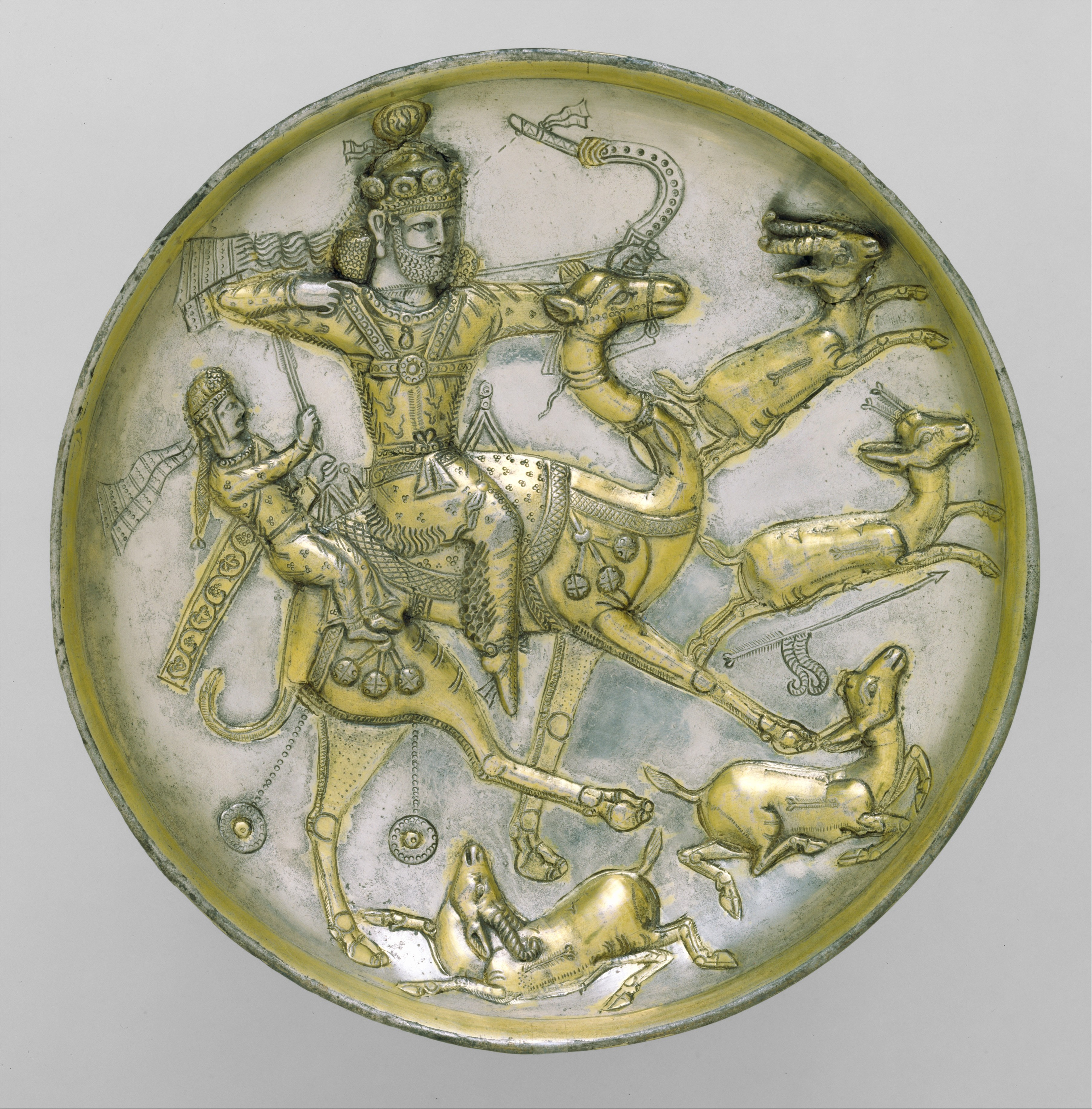
Bahram V. und Azada. Sassanidische Silberplatte.

Zur Verwaltung zog Bahram mehrere Gefolgsleute seines Vaters heran; eine eigenständige Innenpolitik scheint er nicht betrieben zu haben. Gleichzeitig förderte er die Künste und ging vor allem seiner Lieblingsbeschäftigung nach, der Jagd – davon rührt auch sein Beiname Gor („Wildesel“) her. Aufgrund seiner Jagdleidenschaft, die im Schāhnāme besonders hervorgehoben wird, wurde Bahram in der persischen Überlieferung zum Prototyp eines heroischen, kämpferischen Herrschers stilisiert. Der König erschien als „ritterlicher“ Charakter und erfreute sich beim Volk offenbar großer Beliebtheit. Sein Leben wurde später von Legenden verklärt, etwa in der Legende von Bahram und seiner Lieblingskonkubine Azadeh, ebenso in der bildenden Kunst (auf Siegeln, Stuckdekorationen, vergoldeten Silbertellern sowie anderen Metallarbeiten und Töpferwaren). Bahram erscheint geradezu als ein Liebling der persischen Überlieferung (Nezāmis Sieben Schönheiten und bei Firdausi). Er galt als Frauenheld und großer Jäger, der über unbändige Kraft verfügte. In der orientalischen Überlieferung wird er ausgesprochen positiv bewertet und wie kaum ein anderer Sassanidenherrscher gelobt.

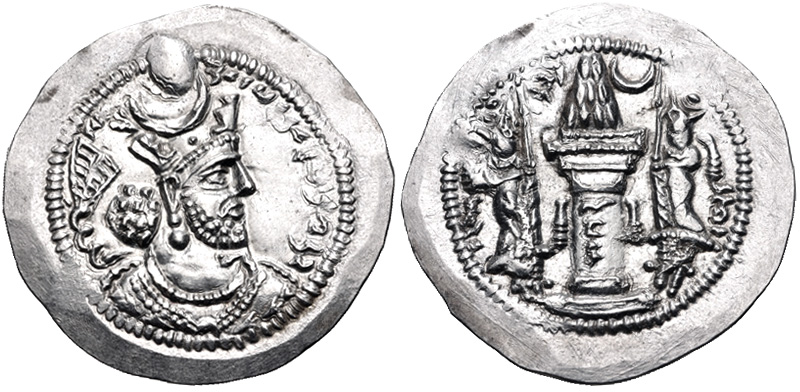
Drachme Bahrams V.

Im Westen war aufgrund von Streitigkeiten bezüglich Armenien sowie aufgrund von Konflikten zwischen persischen Christen und Zoroastriern schon unter König Yazdegerd 420/21 ein neuer Krieg mit Ostrom ausgebrochen: Die Augusta Aelia Pulcheria scheint zudem womöglich einen „Kreuzzug“ gegen die zoroastrischen Perser angestrebt zu haben. Die wichtigste westliche Quelle, der Kirchenhistoriker Sokrates, berichtet jedoch nicht davon, dass die Römer den Frieden gebrochen hätten. Bahram, der offenbar seinen umstrittenen Machtanspruch durch militärische Erfolge unterstreichen wollte, übernahm jedenfalls selbst das Oberkommando, sobald er den Thron bestiegen hatte. Starke persische Truppen stießen unter seiner Führung gegen Theodosiopolis im römischen Mesopotamien vor, während die Römer im Gegenzug Nisibis belagerten. In zwei großen Feldschlachten blieben die Römer offenbar siegreich, bevor sie aufgrund von Schwierigkeiten an anderen Fronten Truppen abziehen mussten. Dabei scheiterte auch ein Vorstoß der arabischen Verbündeten Bahrams, der Lachmiden, auf Antiochia am Orontes. Der heftige, aber kurze Krieg konnte so schon 422 beendet werden. Die (wenigen) Zoroastrier im Römischen Reich bzw. die (recht zahlreichen) Christen im Perserreich sollten fortan ungehindert ihrem Glauben nachgehen können. Ostrom verpflichtete sich außerdem zur regelmäßigen Zahlung von Geldern, wofür Persien wohl die Kaukasuspässe gegen die Hunnen befestigen sollte; vielleicht haben sich hinter den kaiserlichen Zahlungen an Bahram aber auch einfach Tribute verborgen. Vermutlich wurde zudem vereinbart, dass keine Seite neue Festungen entlang der gemeinsamen Grenze anlegen solle.

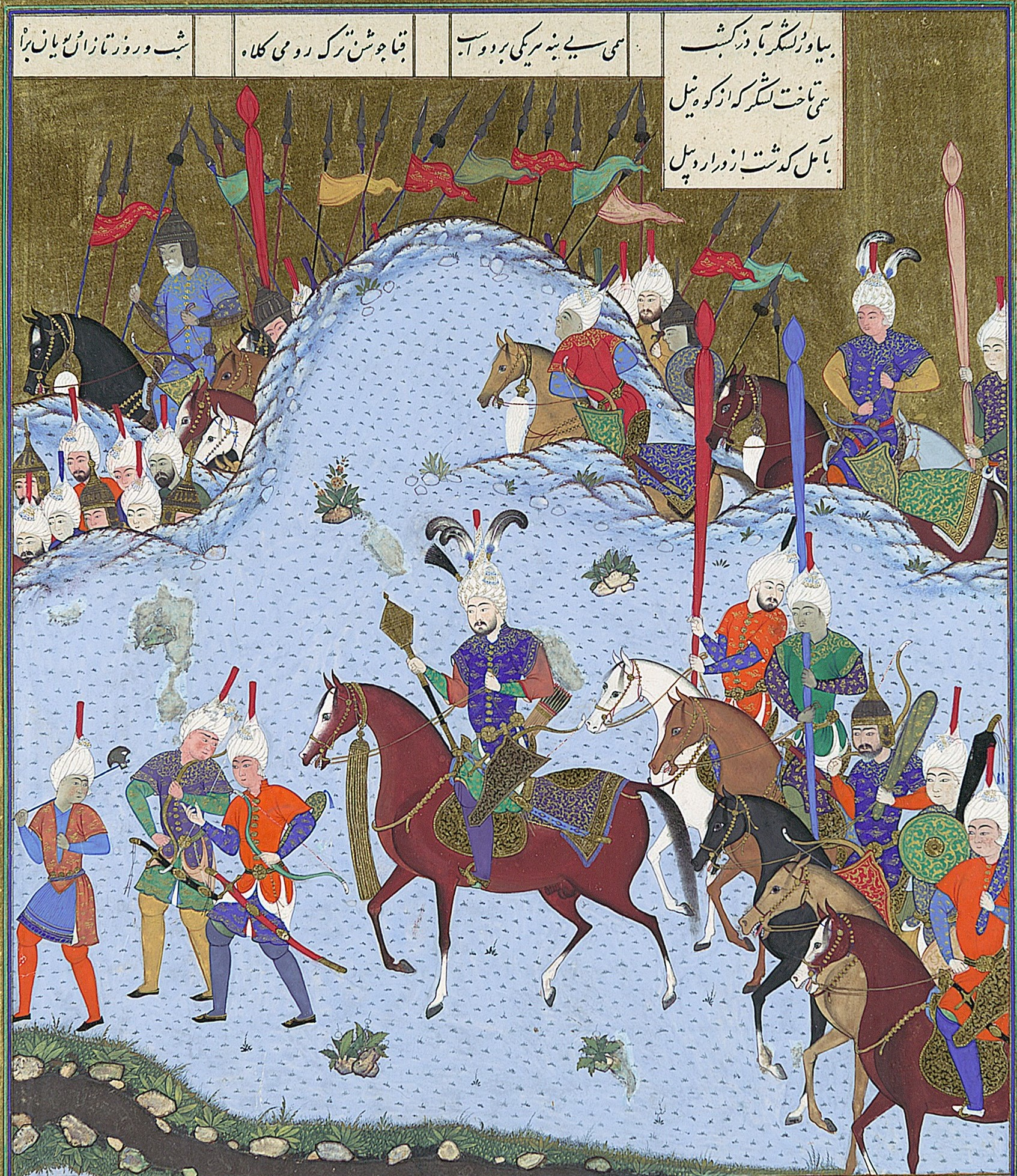
Bahram Gur überfällt den Khagan. Schāhnāme des Schah Tahmasp.

Einige Zeit später konnte sich Bahram im Kampf mit östlichen Angreifern messen (wohl 427). Die Quellenlage ist allerdings sehr schlecht, so dass bis heute umstritten ist, um wen es sich bei diesen Invasoren gehandelt hat. Teils wird angenommen, dass es die Hephthaliten waren, die sogenannten „weißen Hunnen“. Wahrscheinlicher ist jedoch, dass es sich bei diesen Gegnern noch um die Chioniten oder die Kidariten gehandelt hat, eine Untergruppe der sogenannten iranischen Hunnen. Wie lange sich diese Kämpfe hinzogen ist ebenfalls unbekannt. Während seines Feldzugs im Osten machte Bahram jedenfalls reiche Beute, die er teils als Opfergabe weihen ließ.
Der Gebäudekomplex Bandian und seine Reliefs wurden vermutlich nach diesen Ereignissen erbaut.
Als Bahram im Herbst 438 oder Anfang 439 starb (nach manchen Berichten während einer Jagd), folgte ihm sein Sohn Yazdegerd II. nach. Als wichtigste Quelle zu Bahrams Regierungszeit dient die Universalgeschichte Tabaris, der auch auf heute verlorene Quellen zugreifen konnte. Hinzu kommen einige andere Quellen, die vor allem zum Konflikt mit Rom von Bedeutung sind.